# Viola Meynell
Viola Meynell, née le 15 octobre 1885 à Barnes (Londres) et morte le 27 octobre 1956, est une femme de lettres anglaise, romancière, novelliste et poétesse, auteur d'une vingtaine de livres.

## Biographie
Viola Meynell est la fille de Wilfrid Meynell et Alice Meynell, née Thompson, fameux écrivains et éditeurs catholiques. Son père est journaliste et éditeur, sa mère poétesse est la sœur de l'artiste bien connue Lady Butler, (Charge of the Greys). Ses parents demeuraient à Palace Court (Nottinghill Gate) à Londres, où ils recevaient nombre d'invités marquants de leur époque, comme Eric Gill, Robert Browning, Stevenson, Henley, Coventry Patmore, George Meredith, le poète Francis Thompson, Stephen Phillips, W. B. Yeats, G. K. Chesterton, Shane Leslie, Sir Ronald Storrs et d'autres plus ou moins connus. 
Viola Meynell avait sept frères et sœurs. Le plus jeune, Francis, dirigea la Nonesuch Press à laquelle elle participa avant-guerre en faisant des livres sur la table de la cuisine, faisant des teintures avec des pelures d'oignon et tapant à la machine ses vers dont elle cousait ensuite les pages pour les insérer dans des livres faits main.
La famille avait aussi une maison de campagne à Greatham, dans le Sussex, où Viola se maria avec un gentleman farmer local, John Dallyn, dont elle eut un fils unique, John Jacob (Jake) Dallyn (né en 1922).
Viola Meynell fut un soutien de la première heure de D. H. Lawrence, lui offrant 
une aide pratique en tapant ses manuscrits et en l'invitant à Greatham. Elle défendait aussi les couleurs de Melville à une époque où il n'était pas en vogue. En 1920, elle a conçu la publication de Moby Dick, comme premier roman américain à paraître dans la collection des Oxford World's Classics en Angleterre. Pendant le séjour de D. H. Lawrence à Greatham, il écrivit England My England, qui critiquait légèrement sa famille, ce qui mit fin à leur amitié. Il fit venir aussi à Greatham Eric Gill, Hilaire Belloc, Cynthia Asquith,et d'autres.
Viola Meynell vendait bien ses livres dont certains étaient inspirés de George Eliot ou Thomas Hardy et qui étaient réédités autant en Angleterre qu'aux États-Unis. Ses plus grands succès furent Modern Lovers (1914) et Second Marriage (1918), puis ses nouvelles d'après guerre dans la veine de Tchekhov, avec toujours une pointe d'ironie et parfois des questionnements théologiques. Elle avait un grand cercle d'amis littéraires et de correspondants dont Katherine Mansfield, Compton Mackenzie et T. H. White. 
Le mariage de Viola Meynell ne s'est pas bien passé, de sorte que le couple a fini par vivre définitivement séparé. Pendant les dix dernières années de sa vie, elle a souffert de dépression. Elle mourut le 27 octobre 1956, et fut inhumée au cimetière de l'église catholique de Houghton, près de Greatham.

## Publications
- Martha Vine (1910) – publié anonymement
- Cross in Hand Farm (1911)
- Lot Barrow (1913)
- Modern Lovers (1914)
- Columbine (1915)
- Narcissus (1916)
- Julian Grenfell (1917)
- Second Marriage (1918)
- Verses (1919)
- Antonia (1921)
- Young Mrs. Cruse (1924)
- A Girl Adoring (1927)
- Alice Meynell (1929)
- The Frozen Ocean (1930) poèmes.
- Follow Thy Fair Sun (1935)
- Kissing The Rod (1937)
- Friends of a Lifetime: Letters to Sydney Carlyle Cockerell (1940)
- An Anthology of Nature Poetry (1942)
- Letters of J. M. Barrie (1943; éd.)
- Lovers (1944)
- First Love and Other Stories (1947)
- Ophelia (1951)
- Francis Thompson and Wilfrid Meynell (1952)
- Louise and Other Stories (1954)
- The Best of Friends: Further Letters to Sydney Carlyle Cockerell (1956) éd.
- Collected Stories (1957)

## Autres
- Eyes of Youth (1910) – recueil de poèmes par les amis et la famille
- George Eliot (1913)
- Introduction to Romola: George Eliot (1913)
- Introduction to Felix Holt: The Radical (1913)
- Introduction to Moby Dick: Herman Melville (1925)